# Grünglanzschwänzchen
Das Grünglanzschwänzchen (Metallura williami) oder manchmal auch Grünes Glanzschwänzchen ist eine Vogelart aus der Familie der Kolibris (Trochilidae). Die Art hat ein großes Verbreitungsgebiet, das etwa 52.000 Quadratkilometer in den südamerikanischen Ländern Kolumbien und Ecuador umfasst. Der Bestand wird von der IUCN als „nicht gefährdet“ (least concern) eingeschätzt.

## Merkmale
Das Grünglanzschwänzchen erreicht eine Körperlänge von etwa 8,6 Zentimetern. Der kurze Schnabel wird etwa 15 Millimeter lang. Das Männchen ist sowohl auf der Ober- als auch an der Unterseite dunkel bronze-grün. Die Kehle hat einen unscheinbaren grün glitzernden Flecken. Der ca. 9,1 Zentimeter lange Schwanz schimmert je nach Lichtverhältnissen auf der Oberseite dunkelgrün bis bronze. Unten ist der Schwanz dunkel lilablau. Die Oberseite des Weibchens ist ebenfalls dunkel bronze-grün. Die Unterseite leuchtet in einem kräftigen sandfarbenen Grün. Der Schwanz sowie seine Farben sind dem des Männchens sehr ähnlich.

## Habitat
Das Grünglanzschwänzchen ist selten in struppigen zerklüfteten Waldrändern zu beobachten. Es wird oft an Gebirgshängen im Nationalpark von Puracé gesehen. Es bewegt sich hauptsächlich in Höhen von 2100 bis 3800 Metern. Meist sieht man die Art über 2900 Meter.

## Verhalten
Der relativ kleine Kolibri legt nur wenig Aggression an den Tag. Das Grünglanzschwänzchen hält sich während der Nahrungsaufnahme eher an den Blumen fest, als das es vor ihnen schwebt. So ist es beachtenswert wenig scheu und rund um kleinere Büsche mit Blüten heimisch. Die Geschlechter leben meist getrennt. Die Brutzeit ist in Puracé im Februar. In den Westanden brütet der Vogel im August. Es gibt während der Brutzeit eng zusammenliegende Brutkolonien.

## Lautäußerungen
Der Ruf klingt wie eine abnehmende Reihe von vier bis fünf zi-Tönen, gefolgt von ungeordneten Tönen.

## Unterarten

Verbreitung des Grünglanzschwänzchens

Bisher sind vier Unterarten bekannt:
- Metallura williami atrigularis Salvin, 1893[4]
- Metallura williami primolina Bourcier, 1853[5]
- Metallura williami recisa Wetmore, 1970[6]
- Metallura williami williami (Delattre & Bourcier, 1846)[7]

Die Unterart M. w. recisa findet man in der Nähe von Páramo de Frontino im kolumbianischen Bundesstaat Antioquia. Die Nominatform M. w. williami ist an beiden Berghängen der Zentralanden Kolumbiens beheimatet. In den Ostanden Kolumbiens in der Provinz Nariño sowie in Nordecuador kann man die Unterart M. w. primolinus beobachten. In den Cordillera de Chilla in den ecuadorianischen Provinzen Azuay und Loja ist die Unterart M. w. atrigularis präsent.

## Etymologie und Forschungsgeschichte

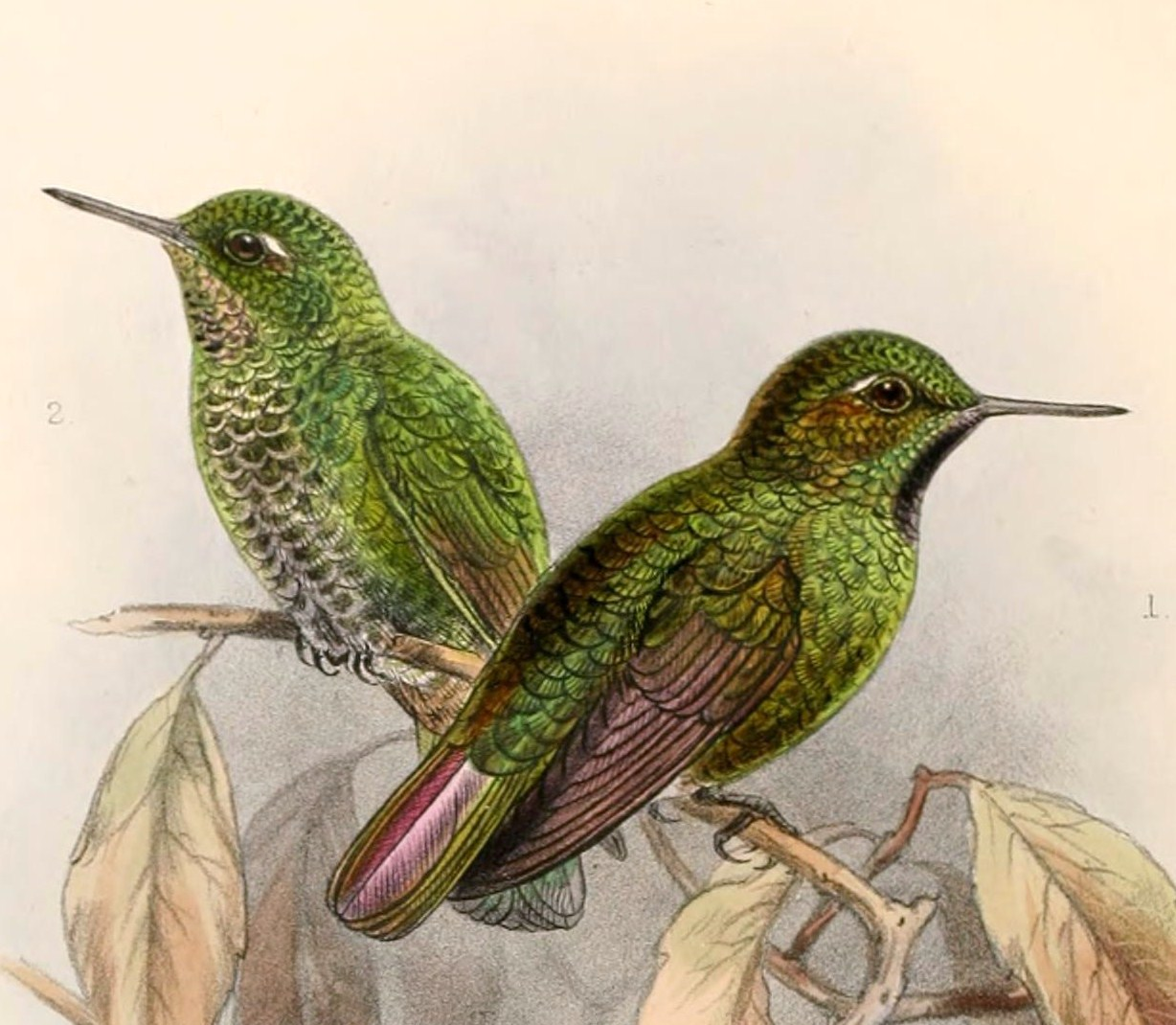
Metallura williami atrigularis, Weibchen (links) und Männchen (rechts)

Adolphe Delattre und Jules Bourcier beschrieben das Grünglanzschwänzchenschwänzchen unter dem Namen Trochilus Williami. Das Typusexemplar stammte von den Vulkanen nahe bei Popayán und wurde von Delattre während seiner Reise durch Peru, Ecuador, das Vizekönigreich Neugranada und den Isthmus von Panama gesammelt. Erst später wurde die Art der Gattung Metallura zugeschlagen. Das Wort Metallura leitet sich von den griechischen Wörtern μέταλλον métallon für „Metall“ und ουρά ourá für „Schwanz“ ab. Das Wort williami ist William Savery Wilson (1803–1870) gewidmet, der in der Zeit der Erstbeschreibung in Paris lebte. Er war ein Bruder von Thomas Bellerby Wilson (1807–1865), der Delattre ein Jahr später seine Vogelsammlung abgekaufte. Das Wort primolina ehrt den Amateurfotografen Graf Joseph-Napoleon Primoli (1851–1927), der ein Enkel von Charles Lucien Jules Laurent Bonaparte (1803–1857) war. Recisa stammt vom lateinischen Wort recisus für „kurz, abgekürzt“ ab. Bei atrigularis handelt es sich um ein lateinisches Wortgebilde aus den Wörtern ater für „schwarz“ und gularis, gula für „-kehlig, Kehle“.